# Per il bene dei bambini
Per il bene dei bambini (In the Best Interest of the Children) è un film per la televisione statunitense del 1992 diretto da Michael Ray Rhodes.

## Trama
Callie Cain, giovane donna con problemi psichiatrici, è già madre di cinque figli, quattro femmine e il neonato Jason. Dopo il suo ritorno al suo paese natale in Iowa, Callie incontra Ray, un uomo violento che non esita a metterle le mani. I cinque figli soffrono di questa triste situazione. Successivamente Callie cade nuovamente in depressione e viene ricoverata in ospedale, così i suoi figli vengono affidati ai coniugi Pepper, i quali non hanno figli naturali. I coniugi Pepper si rivelano molto amorevoli e premurosi verso i cinque bambini che sono stati affidati a loro. Intanto il fratello e la cognata di Callie vogliono la custodia dei bambini per vie giudiziarie, ma il tribunale sceglie nell'interesse dei bambini.